# Seth Lugo
Jacob Seth Lugo (Shreveport, Luisiana, 17 de noviembre de 1989), más conocido como Seth Lugo, es un jugador profesional estadounidense de béisbol que se desempeña en la posición de lanzador en Kansas City Royals, equipo de las Grandes Ligas de Béisbol (MLB). Logró obtener un Guante de Oro.

## Carrera
Lugo jugó como profesional siete temporadas en New York Mets (2016-2022), después pasó a San Diego Padres (2023), luego a Kansas City Royals, donde lleva jugando una temporada.

## Premios
Fue galardonado con el Guante de Oro en una oportunidad (2024).